# على الغزاوي
على الغزاوي (مواليد 1963) هو دراج سعودي سابق، مثل السعودية في الألعاب الأولمبية الصيفية 1984 التي أقيمت في لوس أنجلوس حيث شارك في سباق الدراجات على الطريق للفردي.

## روابط خارجية
- على الغزاوي على موقع إحصائيات الدراجات الإحترافية (الإنجليزية)
- على الغزاوي على موقع أوليمبيديا (الإنجليزية)